# Фаворит (група)
Вижте пояснителната страница за други значения на Фаворит.
„Фаворит“ е българска музикална група, която съществува от 1987 г. (първоначално под името Rhithm). По-късно групата получава името Фаворит. През 1993 г. русенските музиканти издават първият си албум „Вечност“. През 1996 г. момчетата подготвят втория си албум и вече имат материал за трети. През това време в групата идва като втори клавирист и Красимир Дяков. В концертите на Фаворит участват много гост музиканти и приятели на четиримата русенци. Така постепенно групата придобива статут на формация.
Тежка участ сполетява групата. Град Русе е потресен от кончината на фронтмена на Фаворит – Ники. Много се спори за причината за смъртта му. Най-вероятната теза е убийство. Не след дълго още един тежък удар се стоварва върху групата. При автомобилна катастрофа загива и барабанистът на групата – Мацо.
Вторият албум на Фаворит се разпространява апокрифно, предимно в Русе. Гибелта на Ники и Мацо е достатъчна причина за останалите музиканти да прекъснат активната си работа по Фаворит. Владо и Чочо започват кариера като музиканти в чужбина.
През 2003 Фаворит се събира за още участия, като на мястото на незаменимите Ники и Мацо застават Михаил Дичев и Владимир Нейчев.
През юли 2010 година Фаворит се събира отново от 3 континента за голям концерт по случай юбилея на Национално училище по изкуствата „Проф. Веселин Стоянов“ – Русе. Концерта се проведе на площада в гр. Русе. В събитието участват много приятели на музикантите от Фаворит, както и хора близки до групата.